# 9523 Torino
9523 Torino (tên chỉ định: 1981 EE1) là một tiểu hành tinh vành đai chính. Nó được phát hiện bởi Henri Debehogne và Giovanni de Sanctis ở Đài thiên văn La Silla ở Chile ngày 5 tháng 3 năm 1981. Nó được đặt theo tên the Italian city thuộc Torino, a significant center of the automobile và aerospace industries; it is also connected with several scientists, including Amedeo Avogadro, Joseph Louis Lagrange, Galileo Ferraris, và Nobel laureate Rita Levi-Montalcini. thành phố also lent its name to Torino Scale thuộc vật thể gần Trái Đất impact risk.